# Збільшений тризвук
Збільшений тризвук — тризвук, що складається з двох великих терцій, між крайніми звуками якого утворюється інтервал збільшеної квінти.

## Обернення
До складу збільшеного тризвуку та його обернень входять енгармонічно рівні інтервали: велика терція і зменшена кварта, що є оберненням збільшеної квінти.
| Звернення | Назва акорду                | Склад        |
| --- | --------------------------- | ------------ |
| \new Staff \with {\remove "Time_signature_engraver"} { < c' e' gis' >1 < e' gis' c' ' >1 < gis' c'' e'' >1 } |                             |              |
| Основний акорд                                                                                               | Збільшений тризвук          | в. 3 + в. 3  |
| Перше | Збільшений секстаккорд      | в. 3 + зм. 4 |
| Друге | Збільшений квартсекстаккорд | зм. 4 + в. 3 |

## Опис
Збільшений тризвук включає дисонуючий інтервал, збільшену квінту, і є сильним дисонансом. Унаслідок дисонуючого і невизначеного характеру, збільшений тризвук і септакорди, що містяться в ньому, найчастіше розглядаються в теорії гармонії не як самостійні акорди, а як випадкові поєднання.
Збільшений тризвук знаходиться в гармонічному мінорі на III ступені і в гармонічному мажорі VI (зниженої) ступені, і розв'язується в мажорі — у тонічний квартсекстакорд, у мінорі — у тонічний секстакорд:
|  |  |

Скорочене позначення збільшеного тризвуку — зб. 3⁄5. Збільшений тризвук є видозміненим акордом, утвореним за допомогою хроматичних прохідних нот, і походить від хроматичного підвищення квінтового тону в мажорному тризвуку або від зниження основи в мінорному тризвуку. Він може з'являтися під час гармонізації мелодії як прохідний акорд, але може використовуватися і самостійно, з'являючись після того ж самого тризвуку, в який розв'язується.

## Енгармонізм збільшеного тризвуку
Збільшений тризвук і його обернення — збільшений секстакорд і збільшений квартсекстакорд — енгармонічно рівні. Усього можливі 4 розв'язання збільшеного тризвуку, але оскільки кожному з них відповідають ще два рівних співзвуччя, то всього можна отримати 12 розв'язань одного збільшеного тризвуку.
Енгармонізм збільшеного тризвуку слугує засобом для раптової модуляції, проте в чотириголосному складені застосовується рідко.

## Список збільшених тризвуків
| Акорд | Основний тон | Третій мажорний | П'ята збільшена |
| ----- | ------------ | --------------- | --------------- |
| Caug  | C            | E               | G♯              |
| C♯aug | C♯           | E♯ (F)          | G (A)           |
| D♭aug | D♭           | F               | A               |
| Daug  | D            | F♯              | A♯              |
| D♯aug | D♯           | F (G)           | A (H)           |
| E♭aug | E♭           | G               | H               |
| Eaug  | E            | G♯              | H♯ (C)          |
| Faug  | F            | A               | C♯              |
| F♯aug | F♯           | A♯              | C (D)           |
| G♭aug | G♭ B         | D               |                 |
| Gaug  | G            | H               | D♯              |
| G♯aug | G♯           | H♯ (C)          | D (E)           |
| A♭aug | A♭           | C               | E               |
| Aaug  | A            | C♯              | E♯ (F)          |
| A♯aug | A♯           | C (D)           | E (F♯)          |
| Baug  | B            | D               | F♯              |
| Haug  | H            | D♯              | F (G)           |